# جرمن‌تاون (حوزه سرشماری)، نیویورک
جرمن‌تاون (به انگلیسی: Germantown) یک منطقهٔ مسکونی در ایالات متحده آمریکا است که در شهرستان کلمبیا، نیویورک واقع شده‌است. جرمن‌تاون ۶٫۹۸ کیلومتر مربع مساحت و ۸۴۵ نفر جمعیت دارد و ۴۱ متر بالاتر از سطح دریا واقع شده‌است.